# Потопяване на френския флот в Тулон
Потопяването от французите на собствения им флот в Тулон става рано сутринта на 27 ноември 1942 г. в Тулон. Флотът е потопен по заповед на Адмиралтейството на режима на Виши, за да се избегне пленяването от нацистка Германия на корабите, намиращи се на рейда на военноморската база в Тулон.

## Предпоставки
След поражението в кампанията от 1940 г. и сключването на съглашението с нацистка Германия, Франция е разделена на окупационна зона с немски войски и колаборационистка държава, управляема от режима на Виши. Компиенското примирие предвижда значително разоръжаване на френския флот и неговото заключването в пристанища, указани от Кригсмарине, под контрола на Франция. Съюзниците се опясяват, че флота може да попадне в ръцете на Германия, което води до много операции за пленяване и унищожаване на френски кораби от британските войски през юни 1940 г. и безуспешният опит за превземане на френските колонии в Африка, от септември 1940 г.
На 8 ноември 1942 г. западните съюзници провеждат Марокано-алжирската си операция с нахлуване във Френска Северна Африка. Генерал Дуайт Айзенхауер с поддръжката на Рузвелт и Чърчил сключва секретно съглашение с командващия вишистките военноморски сили, адмирал Франсоа Дарлан, според което Дарлан трябва да получи контрола над Френска Северна Африка при условие, че вземе страната на Съюзниците. Узнавайки за това съглашение, Хитлер незабавно започва операция Антон, за окупирането на вишистка Франция и укрепването на немските военни части в Африка.
Към този момент ръководството над флота в Тулон е разделено между двама командващи, адмирал Жан де Лаборд (на френски: Jean de Laborde) и морският префект (на френски: Préfet maritime), адмирал Андре Марки (на френски: André Marquis).

## Операция „Лила“
Целта на операция „Лила“ е пленяването на невредимите кораби от френския флот, намиращи се във военноморската база в Тулон. Операцията е проведена от 7-а танкова дивизия на Вермахта, усилена с подразделения от други дивизии.
Подготовката за операцията започва на 19 ноември 1942 г., на 27 ноември е планирано да се превземе Тулон и френският флот. Планира се, че немските войски ще влязат в Тулон от изток, превземайки форт Ламалг, който е щабквартира на морския префект адм. А. Марки, арсенала на Мурийон (на френски: Le Mourillon), телефонния и радиоцентровете, а също от запад, превземайки базата на палубната авиация в Сен Мандрие сюр Мер, главния арсенал, бреговите укрепления и артилерия. Други части трябва да заемат останалите здания, крайбрежните улици и причалите. Немските кораби плават около изхода на залива, заложени са морски мини с цел да не се позволи на френските кораби да преминат.
Бойните групи влизат в Тулон в 04:00 на 27 ноември 1942 г. и се насочват по посока на залива, посрещнати от рядка и слаба съпротива. В 04:30 немците заемат форт Ламалг и арестуват спящия А. Марки. Към 5 сутринта телефонната връзка е извадена от строя. Обаче офицери от щаба успяват да съобщат за тревогата на началника на арсенала, контраадмирал Дарнону, който, на свой ред, съумява да предупреди адмирал Лаборд, намиращ се на борда на линкора „Страсбург“. Лаборд заповядва на корабите да се приготвят за потопяване. В 05:25 немските танкове достигат крайбрежната улица и от „Страсбург“ е предадена командата да се потопят корабите.
В крайна сметка са потопени 77 кораба. Французите губят 3 линейни кораба (флагмана „Страсбург“, „Дюнкерк“ и „Прованс“), хидроавиотранспорта „Командан Тест“, 4 тежки и 3 леки крайцера, 16 разрушителя, 14 миноносеца, 15 подводни лодки и множество други кораби, по-голямата част от които е потопена или взривена. Немците пленяват 4 подводни лодки, 3 разрушителя и четиридесет малки кораба, като въоръжението на много от тях е разрушено в резултат на саботаж на френските моряци.
Част от корабите не се подчиняват на заповедта за самопотапяне и успяват да напуснат обкръжения от немците залив: подводниците „Казабланка“ (Q183) и „Марсуен“ достигат Алжира, „Глорьо“ – Оран, „Ирис“ – Барселона. „Леонор Френел“ също се измъква от Тулон и достига Алжир.

## Последствия
Операция „Лила“ е провалена: Германия не получава френския флот. Загубата на флота за режима на Виши означава загубата както на последния символ на своята власт, така и на доверието от страна на Германия. Така, независимо от неуспеха на „Лила“, в рамките на цялата операция „Антон“ превземането на Тулон е успешно.
Генерал Шарл дьо Гол подлага на рязка критика адмиралите на Виши за това, че те не издават заповед на флота да си пробие път към Алжир.
По-голямата част от крайцерите е извадена от италианците за ремонт и за скрап.
Горивото, разляло се в залива на Тулон, толкова замърсява морето, че плуването в залива е невъзможно две години след потопяването на флота.